# Münchener Digitalisierungszentrum
Das Münchener Digitalisierungszentrum (MDZ), Eigenschreibweise Münchener DigitalisierungsZentrum, ist eine Einrichtung zur Digitalisierung, Online-Publikation und Langzeitarchivierung der Bestände der Bayerischen Staatsbibliothek und anderer Gedächtnisorganisationen. Es besteht seit 1997 und steht unter der Leitung von Martin Hermann. Organisatorisch ist es der Abteilung Digitale Bibliothek und Bavarica (DBB) unter Leitung von Markus Brantl zugeordnet.
Das MDZ hat drei Arbeitsschwerpunkte:
1. Die Retrodigitalisierung von Sammlungen aus dem Bestand der Bayerischen Staatsbibliothek und deren Kooperationspartnern, Digitalisat-Bestellungen von Einzelpersonen und/oder Körperschaften sowie die Digitalisierung aus Bestandserhaltungs- und/oder Sicherheitsgründen.
2. Die Erschließung und Publikation der elektronischen Dokumente im Rahmen der Digitalen Sammlungen der Bayerischen Staatsbibliothek. Das MDZ liefert auch technische Unterstützung zum Aufbau und zur Pflege von so genannten virtuellen Fachbibliotheken und betreut das Kulturportal Bayerische Landesbibliothek Online.
3. Die Langzeitarchivierung und Bereitstellung aller elektronischen Dokumente der Bayerischen Staatsbibliothek.

Das MDZ kooperiert mit zahlreichen wissenschaftlichen Institutionen und anderen Einrichtungen. Bisher wurden mehr als 80 Projekte durchgeführt. Hierzu zählten und zählen neben vielen anderen mehr
- der Aufbau der Bayerischen Landesbibliothek Online und der Virtuellen Fachbibliothek Musikwissenschaft (ViFaMusik), heute musiconn, Portal des Fachinformationsdienstes Musikwissenschaft oder
- der Aufbau von bavarikon, das Internetportal des Freistaats Bayern zur Präsentation von Kunst-, Kultur- und Wissensschätzen aus Einrichtungen in Bayern,
- die Erstellung des Handschriftenverzeichnisses CodIcon Online,
- die Public Private Partnership mit Google,
- das stern-Fotoarchiv der Bayerischen Staatsbibliothek - Das analoge Bildarchiv der Zeitschrift stern umfasst etwa 15 Millionen Negative, Dias und Abzüge aus dem Zeitraum 1948 bis 2001; Viele Bilder wurden bereits bis 2025 digitalisiert (vor allem die Jahrgänge ab 1969),[1]
- die Digitalisierung der Titel des VD 16 (VD 16 digital), der Inkunabelsammlung der Bayerischen Staatsbibliothek, wichtiger Sammelwerke wie beispielsweise des Grossen vollständigen Universal-Lexicons Aller Wissenschafften und Künste, der Allgemeinen Deutschen Biographie und der Neuen Deutschen Biographie, der Librettosammlung der Bibliothek oder der Denkmäler deutscher Tonkunst, 1. Folge.

Die vom MDZ verwalteten Digitalisate werden über die Digitalen Sammlungen der Bayerischen Staatsbibliothek bereitgestellt. Derzeit sind über 2,7 Millionen Titel online verfügbar (Stand: April 2021). Damit sind rund 70 Prozent des urheberrechtefreien Bestandes der Bayerischen Staatsbibliothek frei im Internet zugänglich.
Am 21. April 2021 ging die neue Website des Münchener Digitalisierungszentrums online. Seitdem können die digitalisierten Titel aus dem Bestand der Bayerischen Staatsbibliothek und der regionalen Staatlichen Bibliotheken in Augsburg, Bamberg, Regensburg und Passau noch besser durchsucht und erforscht werden. Neu sind die Volltextsuche, der stufenlose Zoom und das Open Access des Portals, so dass für nicht kommerzielle Zwecke Content Sharing erlaubt und erwünscht ist.